# Chandos Herald
"Chandos Herald" is de naam die wordt gegeven aan de heraut van John Chandos. De naam van de heraut is niet overgeleverd.
Hij heeft in zijn beschrijving van de Honderdjarige Oorlog tussen Engeland en Frankrijk een nauwkeurig verslag van de carrière van zijn meester maar ook van die van de Prins van Wales, de "Zwarte Prins", gegeven.
De heraut liet ons een gedicht over de daden van de Zwarte Prins, de pupil maar tegelijk ook de meester van de veel oudere John Chandos, tussen 1436 en 1476 na. Daarin worden de Honderdjarige Oorlog tussen Frankrijk en Engeland, de Castiliaanse burgeroorlog (waarin ook Engelse en Franse ridders vochten), de Slag bij Crécy en de Slag bij Poitiers beschreven. Het manuscript is in Worcester College bewaard gebleven.
Froissart noemt de Chandos Herald als een van de deelnemers die aan de onderhandelingen over Engelse interventie in de Castiliaanse Burgeroorlog hebben deelgenomen. De Chandos Herald moet goed over de details van de Engelse veldtocht in Spanje op de hoogte zijn geweest.
Chandos Herald is vooral een belangrijke bron waar het de Spaanse campagne en de Slag bij Nájera betreft. Meer dan twee derde van het gedicht behandelt het Spaanse avontuur maar ook over de onderhandelingen en kerkelijke bemiddelingspogingen die voorafgingen aan de Slag bij Poitiers schreef Chandos Herald een gedetailleerd verslag. De Franse kroniekschrijver Jean Froissart vond Chandos Herald zo gezaghebbend en betrouwbaar dat hij de heraut zonder meer als bron gebruikte. 
Het gedicht is doordrongen van de idealen van de ridderschap waarvan de Zwarte Prins het toenmalige ideaalbeeld vertegenwoordigde. Chandos Herald schreef in een voor moderne lezers moeilijk te begrijpen mengeling van talen; hij gebruikte het Frans zoals dat in Aquitaine en Gascogne werd gesproken. Het werk werd door wetenschappers vertaald en van noten voorzien.

## Werk  van de Chandos Herald
- Le Prince Noir, een rond 1385 geschreven gedicht waarin de Chandos Herald het leven van de Zwarte Prins tussen 1346-1376 beschrijft. Het werk verheerlijkt de daden van de Zwarte Prins en kan daarom als een Panegyricus worden beschouwd. Het werk werd in 1883 door Francisque Michel uitgegeven.